# Adolf Jarisch senior
Adolf Jarisch senior (* 15. Februar 1850 in Wien; † 20. März 1902 in Graz) war ein österreichischer Mediziner.
Adolf Jarisch war als Dermatologe erster Assistent von Ferdinand von Hebra (1816–1880), der die erste dermatologische Klinik der Welt in Wien schuf. Adolf Jarisch war ein vorzüglicher Theoretiker und Therapeut und stellte die Chemie und die Histologie in den Dienst der Dermatologie. 1888 wurde er außerordentlicher Professor der Dermatologie in Innsbruck und wurde 1892 ordentlicher Professor in Graz. Zusammen mit Karl Herxheimer (1861–1942) entdeckte er die Jarisch-Herxheimer-Reaktion bei der Syphilis-Therapie.
Jarisch starb an einem typhusartigen Fieber. Er ist auf dem St.-Leonhard-Friedhof in Graz beigesetzt.
Sein Sohn Adolf Jarisch junior (1891–1965) war ebenfalls ein Mediziner von internationalem Rang.